# 財部駅
財部駅（たからべえき）は、鹿児島県曽於市財部町北俣にある、九州旅客鉄道（JR九州）日豊本線の駅である。
日豊本線の起点（小倉駅）側から見て、鹿児島県内最初の駅であり、鹿児島支社管轄としても最初の駅となる。以前は当駅折り返しの列車が存在したが、現在はない。かつては急行「大隅」が停車していたが、1980年に急行「錦江」と「大隅」が快速へ格下げされると同時に快速停車駅となり、特急「きりしま」の設定に伴う廃止と同時に普通列車のみの停車駅に戻された。

## 歴史
- 1927年（昭和2年）4月20日：西都城駅より国都線本工事着工[1]。平坦地であったため、全国でも珍しく一人の死亡者も出さず完成した[1]。
- 1929年（昭和4年）4月28日：鉄道省が開設[2]。
- 1931年（昭和6年）11月1日：大隅大川原駅までの国都線開通[3]
- 1932年（昭和7年）12月6日：国都線延伸により鹿児島駅とつながる[3]
- 1952年（昭和27年）：駅舎改築[4]
- 1971年（昭和46年）3月1日：貨物営業廃止[2]。
- 1984年（昭和59年）2月1日：荷物扱い廃止[2]。無人駅となる[5]。
- 1987年（昭和62年）4月1日：国鉄分割民営化により九州旅客鉄道が継承[2]。
- 1993年（平成5年）
  - 8月6日：平成5年8月豪雨により当駅を含む西都城駅から鹿児島駅との間が運転見合わせとなる[6]。
  - 9月19日：西都城駅から大隅大川原駅との間で運転を再開する[6]。
- 2007年（平成19年）11月：駅舎を解体し合築駅舎とする工事に着手[4]。
- 2008年（平成20年）3月23日：合築駅舎が完成し、落成式が行われる[4]。
- 2022年（令和4年）4月1日：宮崎支社の発足により、五十市駅との間に支社境が設定され、当駅が鹿児島支社管轄駅の東限となった。

## 駅構造

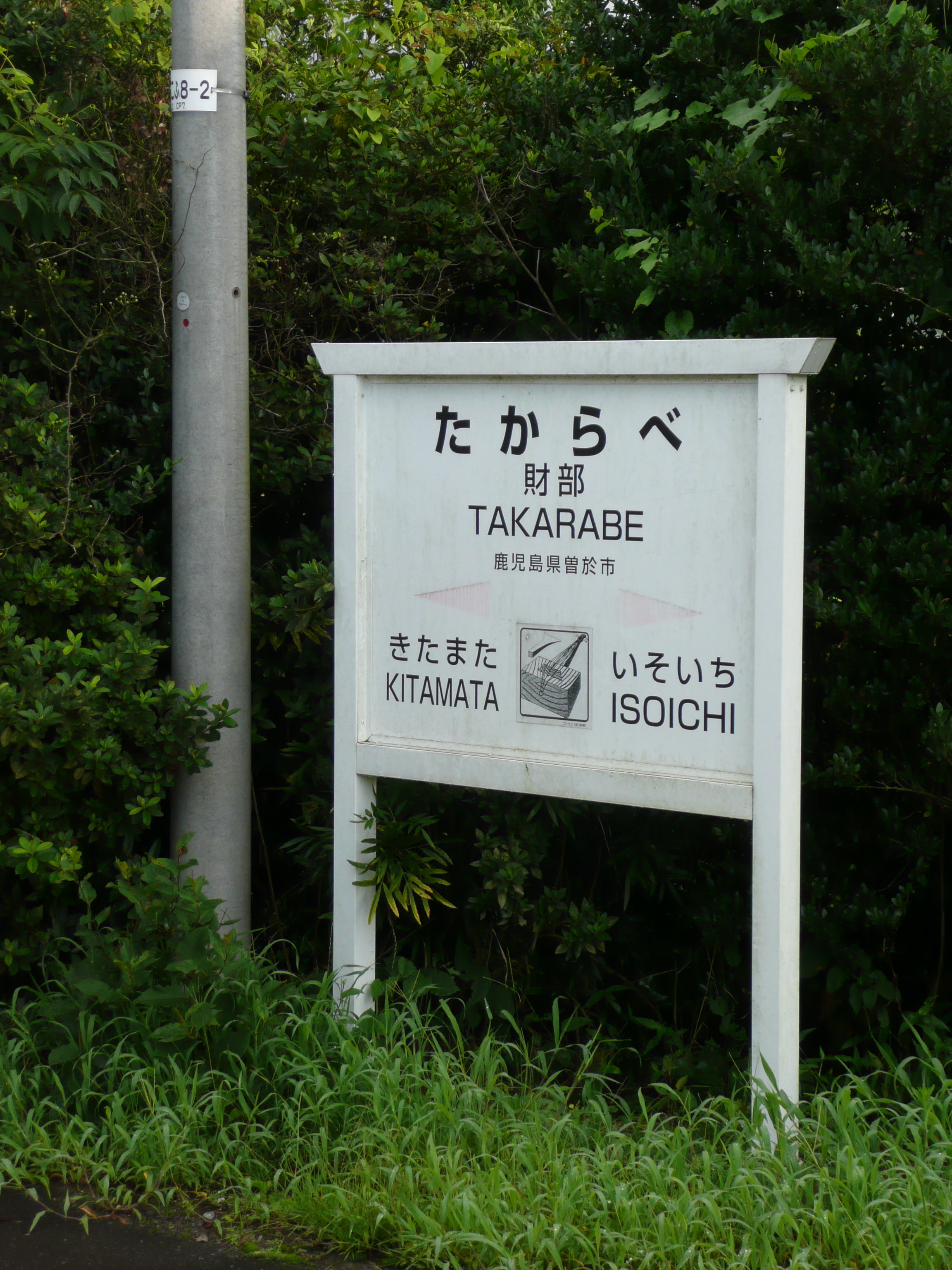
駅名標（2009年7月）

相対式ホーム2面2線を有する地上駅。以前はモルタルの駅舎があったが、老朽化に伴い解体し改築工事が行われ、2008年（平成20年）3月23日に多目的ホールを併設した木造の合築駅舎「曽於市やまびこ館」として完成した。無人駅である。

### のりば
| のりば | 路線      | 方向 | 行先                         |
| ------ | --------- | ---- | ---------------------------- |
| 1      | ■日豊本線 | 下り | 隼人・鹿児島・鹿児島中央方面 |
| 2      | ■日豊本線 | 上り | 都城・南宮崎・宮崎方面       |

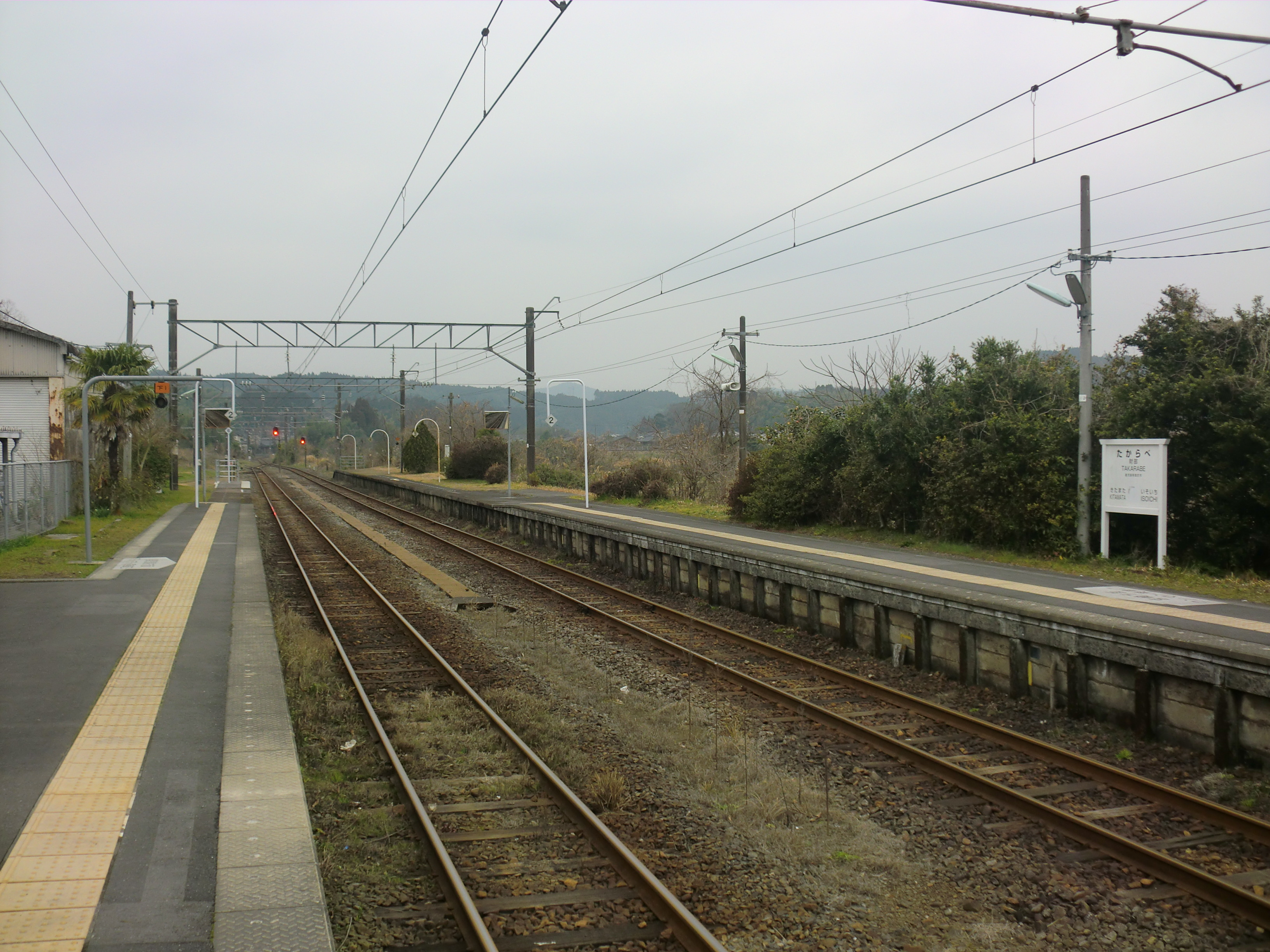
ホーム（2013年2月）

## 利用状況
- 2015年度の1日平均乗車人員は75人である。

| 年度 | 1日平均 乗車人員 | 1日平均 乗降人員 |
| ---- | ---------------- | ---------------- |
| 2007 | 67               | 144              |
| 2008 | 69               | 147              |
| 2009 | 66               | 144              |
| 2010 | 58               | 125              |
| 2011 | 64               | 138              |
| 2012 | 80               | 171              |
| 2013 | 80               | 169              |
| 2014 | 78               | 167              |
| 2015 | 75               | 159              |

## 駅周辺

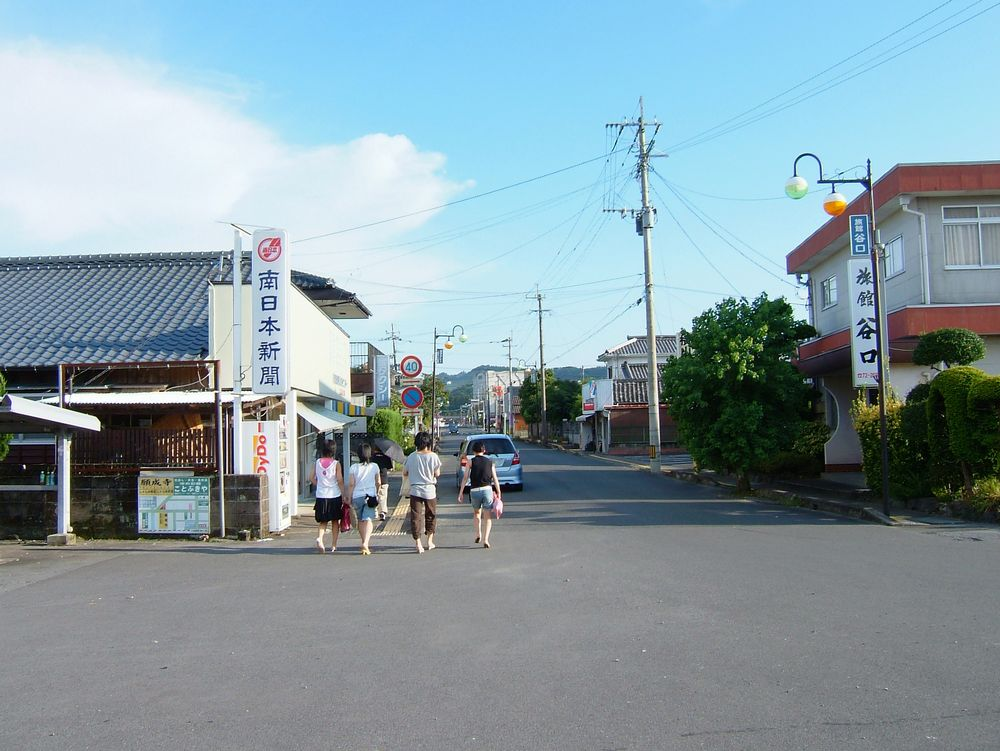
駅前風景（2006年8月）

旧財部町の中心駅で市役所支所など中心施設も近いが都城市の郊外的要素が強く利用者は少ない。駅前には商店がありタクシーの待合もある。
- 曽於市役所財部支所（旧財部町役場）
- 曽於市立財部小学校
- 曽於市立財部中学校
- 城山公園
- 財部中央病院
- 財部郵便局
- 財部町郷土館
- 県境（鹿児島県・宮崎県）

## 隣の駅
九州旅客鉄道（JR九州）
■日豊本線
五十市駅 - 財部駅 - 北俣駅